# Entrenamiento de resistencia
El entrenamiento de resistencia es el acto de hacer ejercicio para aumentar la resistencia. El término entrenamiento de resistencia generalmente se refiere al entrenamiento del sistema aeróbico en oposición al sistema anaeróbico. La necesidad de resistencia en los deportes a menudo se predica como la necesidad de resistencia cardiovascular y muscular simple, pero el problema de la resistencia es mucho más complejo. La resistencia se puede dividir en dos categorías que incluyen: resistencia general y resistencia específica. Se puede demostrar que la resistencia en el deporte está estrechamente vinculada a la ejecución de habilidades y técnicas. Un atleta bien condicionado puede definirse como el atleta que ejecuta su técnica de manera consistente y efectiva con el menor esfuerzo. La clave para medir la resistencia es la frecuencia cardíaca, la potencia en el ciclismo y el ritmo en la carrera.

## Resistencia en el deporte
El entrenamiento de resistencia es esencial para una variedad de deportes de resistencia. Un ejemplo notable son los eventos de carrera a distancia (800 metros hacia arriba hasta el maratón y el ultramaratón) con el grado requerido de entrenamiento de resistencia que aumenta con la distancia de la carrera. Otros dos ejemplos populares son el ciclismo (particularmente el ciclismo de ruta) y la natación competitiva. Estos tres deportes de resistencia se combinan en triatlón. Otros deportes para los que se requieren grandes cantidades de entrenamiento de resistencia incluyen el remo y el esquí de fondo. Los atletas también pueden someterse a un entrenamiento de resistencia cuando su deporte puede no ser necesariamente un deporte de resistencia en todo sentido, pero aún puede exigir algo de resistencia. Por ejemplo, la resistencia aeróbica es necesaria (en diferentes grados) en deportes de raqueta, fútbol, rugby, artes marciales, baloncesto y cricket. El ejercicio de resistencia tiende a ser popular entre los no atletas con el propósito de aumentar la condición física general o quemar más calorías para aumentar el potencial de pérdida de peso. 

## Efectos fisiológicos
Fundamental para el entrenamiento de resistencia es la supercompensación. La supercompensación describe la adaptación de los músculos a un estímulo previo a lo largo del tiempo.
El entrenamiento de resistencia a largo plazo induce muchas adaptaciones fisiológicas mediadas tanto central como periféricamente. Las adaptaciones cardiovasculares centrales incluyen disminución de la frecuencia cardíaca, aumento del volumen sistólico del corazón, aumento del plasma sanguíneo, sin cambios importantes en el recuento de glóbulos rojos, lo que reduce la viscosidad sanguínea y el aumento del gasto cardíaco, así como el volumen mitocondrial total en las fibras musculares utilizado en el entrenamiento (es decir, los músculos del muslo en los corredores tendrán más mitocondrias que los músculos del muslo de los nadadores). Se pueden observar cambios en la regulación hormonal. Se aumenta la secreción de insulina endógena, así como aumenta la sensibilidad a la insulina de las células musculares y aumenta la tolerancia a la glucosa. La actividad deportiva moderada fortalece el sistema inmunitario y reduce la propensión a las infecciones. Se pudo observar una mejor capacidad de desempeño y un mejor manejo de las necesidades de la vida diaria. El proceso de envejecimiento podría ralentizarse con el entrenamiento. Se pudo observar una mayor esperanza de vida de al menos dos años. Las mitocondrias aumentan tanto en número como en tamaño y hay aumentos similares en la mioglobina y las enzimas oxidativas. Las adaptaciones de los periféricos incluyen la capilarización, que es un aumento en el área superficial que suministran los capilares venoso y arterial. Esto también permite una mayor disipación de calor durante el ejercicio extenuante. Los músculos aumentan sus capacidades de almacenamiento de glucógeno y grasa en los atletas de resistencia para aumentar el tiempo en el que pueden realizar el trabajo. El entrenamiento de resistencia trabaja principalmente las fibras de contracción lenta (tipo 1) y desarrolla dichas fibras en su eficiencia y resistencia a la fatiga. El catabolismo también mejora aumentando la capacidad de los atletas para usar las reservas de grasa y glucógeno como fuente de energía. Estos procesos metabólicos se conocen como glucogenólisis, glucólisis y lipólisis. Hay una mayor eficiencia en el transporte y distribución de oxígeno. En los últimos años se ha reconocido que las enzimas oxidativas como la succinato deshidrogenasa (SDH) que permiten que las mitocondrias descompongan los nutrientes para formar ATP aumentan 2.5 veces en atletas de resistencia bien entrenados Además de SDH, la mioglobina aumenta en 75-80 % en atletas de resistencia bien entrenados.

## Riesgos del entrenamiento de resistencia excesiva
El potencial de efectos negativos para la salud del entrenamiento de resistencia de alto volumen a largo plazo ha comenzado a surgir en la literatura científica en los últimos años. Los riesgos conocidos se asocian principalmente con el entrenamiento y la participación en eventos de resistencia extrema, y afectan el sistema cardiovascular a través de la remodelación estructural adversa del corazón y las arterias asociadas, y las anormalidades del ritmo cardíaco pueden ser el síntoma resultante más común. El ejercicio de resistencia también puede reducir los niveles de testosterona.

## Métodos y planes de entrenamiento
La capacitación sistemática es la clave para obtener buenos resultados. Los métodos comunes para el entrenamiento incluyen periodización, intervalos, difícil fácil, larga distancia lenta y, en los últimos años, entrenamiento de intervalos de alta intensidad. 
- El método de periodización es muy común y fue acreditado por Tudor Bompa[12] y consiste en bloques de tiempo, generalmente de 4 a 12 semanas cada uno.
- Rob Leamaker y Ray Browning promueven el método S.E.R.I.O.U.S. Que consiste en; entrenamiento de velocidad y ejercicios, resistencia/distancia fácil, entrenamiento de carrera / ritmo, intervalos, sobredistancia/larga, distancia lenta, intervalos ascendentes/entrenamiento vertical, entrenamiento de fuerza/resistencia[13]
- El entrenamiento MAF se enfoca en construir una base aeróbica, comer bien, reducir el estrés, mejorar la función cerebral[14]

Tradicionalmente, el entrenamiento de fuerza (la realización de ejercicios con resistencia o peso adicional) no se consideraba apropiado para los atletas de resistencia debido a la posible interferencia en la respuesta adaptativa a los elementos de resistencia del plan de entrenamiento de un atleta. También hubo ideas erróneas con respecto a la adición de un exceso de masa corporal a través de la hipertrofia muscular (crecimiento) asociada con el entrenamiento de fuerza, lo que podría afectar negativamente el rendimiento de resistencia al aumentar la cantidad de trabajo que debe completar el atleta. Sin embargo, una investigación más reciente e integral ha demostrado que el entrenamiento de fuerza a corto plazo (8 semanas) además del entrenamiento de resistencia es beneficioso para el rendimiento de resistencia, particularmente la carrera de larga distancia.
La literatura describe las siguientes formas de ejercicio de resistencia
| Forma of ejercicio                                               | Método                                                                                             | Meta                                                                                          | Intensidad | Duración                                    |
| Ejercicio de recuperación y compensación                         | método de duración extensa                                                                         | apoyo a la recuperación                                                                       | valores de lactato por debajo del umbral aeróbico                                                               | no hay sesiones largas o demasiado extensas |
| Ejercicio de resistencia básico extenso                          | amplia duración y técnica de intervalos, juego de conducción                                       | aspectos de salud, fortalecimiento de la resistencia, ejercicio del metabolismo de las grasas | valores de lactato claramente por debajo del umbral aeróbico (50-77%)                                           | 1 a 8 horas                                 |
| Ejercicio intensivo de resistencia básica con carga permanente   | técnica de duración intensiva                                                                      | mejora de las capacidades cardiovasculares y uso de glucógeno                                 | carga hasta el umbral anaeróbico 77–85%                                                                         | 30–120 minutos                              |
| Ejercicio intensivo de resistencia básica con carga de intervalo | técnica de intervalo extenso                                                                       | mejora de las capacidades cardiovasculares y uso de glucógeno                                 | dentro del umbral anaeróbico (no más)                                                                           | 20 a 80 minutos                             |
| Ejercicio de intensidad específica de competición                | técnica de duración, técnica de intervalo intensivo, técnica de repetición, técnica de competición | practicando una velocidad específica dentro de la competición                                 | igual intensidad dentro de la competición, dentro de alcances muy por debajo de la intensidad de la competición | 50-120% del alcance de la competencia       |

## Dispositivos para evaluar la resistencia física
El monitor de frecuencia cardíaca es uno de los métodos relativamente fáciles para evaluar la condición física en atletas de resistencia. Al comparar la frecuencia cardíaca a lo largo del tiempo, se pueden observar ganancias de condición física cuando la frecuencia disminuye al correr o andar en bicicleta a una velocidad determinada. En el ciclismo, el efecto del viento sobre la velocidad de los ciclistas es difícil de restar y muchos ciclistas ahora usan medidores de potencia integrados en sus bicicletas. El medidor de potencia le permite al atleta medir realmente la potencia de salida durante una duración o curso establecidos y permite una comparación directa de la progresión de la condición física. En los Juegos Olímpicos de 2008, Michael Phelps recibió la ayuda de mediciones repetidas del umbral de lactato. Esto permitió a sus entrenadores ajustar su programa de entrenamiento para poder recuperarse entre eventos de natación que a veces estaban separados por varios minutos. De manera muy similar a la glucosa en sangre para la diabetes, los dispositivos de medición de lactato de menor precio ahora están disponibles, pero en general el enfoque de medición de lactato sigue siendo dominio del entrenador profesional y el atleta de élite.